# Yarouba Cissako
Yarouba Cissako (Pontoise, 8 januari 1995) is een Franse profvoetballer van Malinese afkomst. Hij is een verdediger en speelde sinds 2010 bij AS Monaco, dat hem tijdens het seizoen 2014/15 uitleende aan SV Zulte Waregem. Momenteel is Cissako transfervrij.

## Carrière
Cissako komt uit de jeugdopleiding van AS Monaco. Op 2 juli 2014 werd bekend dat SV Zulte Waregem Cissako tijdens het seizoen 2014/15 zal lenen van AS Monaco. Cissako speelde vorig seizoen in het B-elftal van Monaco 19 wedstrijden in de amateurcompetitie CFA en vijf wedstrijden in de Franse beker. Bij Zulte Waregem moet hij de naar Club Brugge vertrokken Davy De fauw doen vergeten. Hij debuteerde voor de Belgische club in de derde voorronde van de Europa League tegen het Poolse Zawisza Bydgoszcz.

## Statistieken
| Seizoen         | Land            | Competitie         | Club               | Competitie | Competitie | Beker | Beker | Europees | Europees | Totaal | Totaal |
| Seizoen         | Land            | Competitie         | Club               | Wed.       | Dlp.       | Wed.  | Dlp.  | Wed.     | Dlp.     | Wed.   | Dlp.   |
| --------------- | --------------- | ------------------ | ------------------ | ---------- | ---------- | ----- | ----- | -------- | -------- | ------ | ------ |
| 2014/15         | Vlag van België | Jupiler Pro League | → SV Zulte Waregem | 19         | 1          | 2     | 0     | 2        | 0        | 23     | 1      |
| Carrière totaal | Carrière totaal | Carrière totaal    | Carrière totaal    | 19         | 1          | 2     | 0     | 2        | 0        | 23     | 1      |

## Zie Ook
- Lijst van spelers van SV Zulte Waregem

1 Bostyn ·
3 Tanghe ·
4 Lemoine ·
7 Challouk ·
8 Rommens ·
9 Vossen  ·
10 Ablo Traoré ·
11 Gavriel ·
14 Barkarson ·
17 Diop ·
18 Tambedou ·
19 Nyssen ·
20 Hedl ·
21 Nnadi ·
22 Opoku ·
23 Van der Gouw ·
24 Erenbjerg ·
27 Diabaté ·
31 Willen ·
42 Dobbels ·
47 Labie ·
50 Van Damme ·
55 Cappelle ·
59 Demuynck ·
64 Sergeant ·
Coach: Vandenbroeck